# The Worst Journey in the World
The Worst Journey in the World è un libro che è stato pubblicato nel 1922, scritto da Apsley Cherry-Garrard. È stato tradotto per la prima volta in lingua italiana con il nome di Il peggior viaggio del mondo, la spedizione antartica di Scott nella straordinaria testimonianza di un sopravvissuto con la prefazione di Stefano Malatesta.